# Route 410 (Terre-Neuve-et-Labrador)
Pour les articles homonymes, voir Route 410.
La route 410 est une route provinciale secondaire de la province canadienne de Terre-Neuve-et-Labrador située dans le nord-est de l'île de Terre-Neuve. D'orientation nord-sud, elle relie la péninsule de Baie Verte à la route Transcanadienne, sur une distance de 93 kilomètres. Faiblement empruntée, la route traverse une région boisée et peu urbanisée, son revêtement est par ailleurs asphalté sur l'entièreté de son tracé.

## Tracé
La route 410 débute à Sheppardville, à son intersection avec la route Transcanadienne, la route 1. Elle emprunte une trajectoire vers le nord sur une distance de 45 kilomètres, en passant près des lacs Wolverine, Micmac et Flat Water. Elle croise les routes 411 et 413, puis elle poursuit sa trajectoire vers le nord sur une distance de douze kilomètres, endroit où elle croise la route 414, en direction de La Scie. Elle traverse ensuite le village de Baie Verte, puis continue vers le nord sur une distance de 28 kilomètres, en étant plus sinueuse. Elle se termine sur un cul-de-sac à Fleur-de-Lys, au bout de la péninsule.

## Attraits
- Baie Verte Peninsula Miners Museum
- Dorset Soapstone Quarry Historic Site

## Communautés traversées
- Sheppardville
- Baie Verte
- Fleur de Lys